# Kristen Viikmäe
Kristen Viikmäe (ur. 10 lutego 1979 w Tallinnie), estoński piłkarz (a także piłkarz plażowy) grający na pozycji napastnika.

## Kariera klubowa
Viikmäe rozpoczynał piłkarską karierę w klubie Tallinna Sadam. W jej barwach zadebiutował w 1995 roku w lidze, w wieku 16 lat. W 1996 roku wywalczył z tym zespołem Puchar Estonii, ale jeszcze w trakcie sezonu przeszedł do Flory Tallinn. Wywalczył z nią wicemistrzostwo Estonii, a rok później, gdy grał już w pierwszym składzie – kolejne. W 1998 roku Kristen po raz pierwszy został mistrzem kraju i drugi raz zdobywcą tamtejszego pucharu. We Florze grał do lata 2000 roku. Wtedy to przeszedł do norweskiej Vålerenga Fotball, w której przez niemal 4 sezony był rezerwowym napastnikiem. Największym sukcesem w stołecznym klubie było wywalczenie Pucharu Norwegii w 2002 roku.
Latem 2003 Viikmäe wrócił do Flory. Z 11 golami na koncie został drugim najlepszym strzelcem zespołu i przyczynił się do wywalczenia swojego drugiego w karierze mistrzostwa Estonii. Rok 2004 także rozpoczął w barwach Flory, ale w latem został wypożyczony do szwedzkiego Enköpings SK, z którym spadł do trzeciej ligi. W 2005 roku Viikmäe znów grał we Florze, ale w drugiej połowie sezonu występował w norweskim Fredrikstad FK, któremu pomógł utrzymać się w ekstraklasie. W 2006 roku Viikmäe grywał w ataku szwedzkiego pierwszoligowca Gefle IF, z którym zajął 9. miejsce, a w 2007 roku znów został piłkarzem Flory Tallinn. Po definitywnym rozstaniu z klubem z Tallinna rozegrał dwa sezony w drugoligowym Jönköpings Södra IF, strzelając 13 bramek w 57 występach. W wieku 30 lat przeniósł się do Grecji i przez dwa lata występował w klubie Panegialios. Po rozwiązaniu kontraktu z winy klubu powrócił do ojczyzny podpisując ważny do końca 2012 roku kontrakt z Nõmme Kalju.
| Sezon | Klub                | Kraj     | Rozgrywki              | Mecze | Bramki |
| ----- | ------------------- | -------- | ---------------------- | ----- | ------ |
| 1995  | Tallinna Sadam      | Estonia  | Meistriliiga           | 3     | 0      |
| 1996  | Tallinna Sadam      | Estonia  | Meistriliiga           | 10    | 0      |
| 1996  | Flora Tallinn       | Estonia  | Meistriliiga           | 9     | 0      |
| 1997  | Flora Tallinn       | Estonia  | Meistriliiga           | 24    | 7      |
| 1998  | Flora Tallinn       | Estonia  | Meistriliiga           | 14    | 4      |
| 1999  | Flora Tallinn       | Estonia  | Meistriliiga           | 17    | 12     |
| 2000  | Flora Tallinn       | Estonia  | Meistriliiga           | 10    | 3      |
| 2000  | Vålerenga Fotball   | Norwegia | Tippeligaen            | 7     | 2      |
| 2001  | Vålerenga Fotball   | Norwegia | Tippeligaen            | 12    | 2      |
| 2002  | Vålerenga Fotball   | Norwegia | Tippeligaen            | 18    | 1      |
| 2003  | Vålerenga Fotball   | Norwegia | Tippeligaen            | 6     | 1      |
| 2003  | Flora Tallinn       | Estonia  | Meistriliiga           | 15    | 11     |
| 2004  | Flora Tallinn       | Estonia  | Meistriliiga           | 17    | 9      |
| 2004  | Enköpings SK        | Szwecja  | Superettan             | 9     | 4      |
| 2005  | Flora Tallinn       | Estonia  | Meistriliiga           | 15    | 8      |
| 2005  | Fredrikstad FK      | Norwegia | Tippeligaen            | 6     | 1      |
| 2006  | Gefle IF            | Szwecja  | Allsvenskan            | 26    | 2      |
| 2007  | Flora Tallinn       | Estonia  | Meistriliiga           | 18    | 9      |
| 2008  | Jönköpings Södra IF | Szwecja  | Superettan             | 28    | 5      |
| 2009  | Jönköpings Södra IF | Szwecja  | Superettan             | 29    | 8      |
| 2009  | Panegialios F.C.    | Grecja   | Gamma Ethniki          |       |        |
| 2010  | Panegialios F.C.    | Grecja   | Gamma Ethniki          |       |        |
| 2011  | JK Nõmme Kalju      | Estonia  | Meistriliiga           |       |        |
|       |                     |          | Łącznie w Meistriliiga | 152   | 65     |
|       |                     |          | Łącznie w Adeccoligaen | 49    | 7      |
|       |                     |          | Łącznie w Allsvenskan  | 26    | 2      |

## Kariera reprezentacyjna
W reprezentacji Estonii Viikmäe zadebiutował 26 stycznia 1997 roku, zmieniając Andresa Opera w przegranym 0:2 towarzyskim meczu z Libanem. Natomiast swojego pierwszego gola zdobył w czerwcu 1998 w wygranym 5:0 meczu z Wyspami Owczymi. Przez lata stał się podstawowym zawodnikiem estońskiej kadry i występował w eliminacjach do Euro 2000, MŚ 2002, Euro 2004, MŚ 2006 i Euro 2008. Rozegrany 30 maja 2006 sparing z Nową Zelandią (1:1) był dla Viikmäe setnym meczem w estońskiej reprezentacji. Jego bramka z 2004 roku, zdobyta w spotkaniu przeciwko Liechtensteinowi, dała mu nagrodę Srebrnej Piłki Estonii.
Od 2013 zawodnik gra w Reprezentacji Estonii w piłce plażowej.